# Elisabeth Axmann
Pour les articles homonymes, voir Axmann.
Elizabeth Axmann, née le 19 juin 1926 à Siret, Bucovine (Roumanie), est une écrivaine, traductrice, critique et poétesse roumaine résidente en  Allemagne.
Elle a passé son enfance en Bucovine, Moldavie et Transylvanie. Elle a fait ses études universitaires à Sibiu en 1947 avant de s'installer en 1954 à Bucarest.
Elle est décédée à Cologne le 21 avril 2015.

## Livres
- Le Bord du miroir (poésie, 1968-2004)  (ISBN 3-89086-678-6)
- Les Chemins, la ville (poésie)  (ISBN 3-89086-627-1)